# Michela Moioli
Michela Moioli (Alzano Lombardo, 17 juli 1995) is een Italiaanse snowboardster. Ze vertegenwoordigde haar vaderland op de Olympische Winterspelen 2014 in Sotsji en op de Olympische Winterspelen 2018 in Pyeongchang.

## Carrière
Moioli eindigde als vijfde op de snowboardcross op de wereldkampioenschappen snowboarden voor junioren 2011 in Valmalenco, een jaar later veroverde ze op hetzelfde toernooi in de Spaanse Sierra Nevada de bronzen medaille op het onderdeel snowboardcross. Bij haar wereldbekerdebuut, in december 2012 in Telluride, scoorde de Italiaanse direct wereldbekerpunten. Op de FIS wereldkampioenschappen snowboarden 2013 in Stoneham eindigde Moioli op de vijfde plaats. Op 2 februari 2013 behaalde ze in Blue Mountain haar eerste toptienklassering in een wereldbekerwedstrijd. Op 17 februari 2013 boekte de Italiaanse op de olympische piste in Sotsji haar eerste wereldbekerzege. Tijdens de Olympische Winterspelen van 2014 in Sotsji eindgide Moioli als zesde op de snowboardcross.
In Kreishberg nam ze deel FIS wereldkampioenschappen snowboarden 2015. Op dit toernooi veroverde ze de bronzen medaille op de snowboardcross. In het wereldbekerseizoen 2015/2016 greep de Italiaanse voor de eerste maal in haar carrière de eindzege in de wereldbeker snowboardcross. Op de FIS wereldkampioenschappen snowboarden 2017 in de Spaanse Sierra Nevada sleepte Moioli de bronzen medaille in de wacht op de snowboardcross. Tijdens de Olympische Winterspelen van 2018 in Pyeongchang werd ze olympisch kampioene op de snowboardcross. In het seizoen 2017/2018 won de Italiaanse voor de tweede keer in haar carrière de wereldbeker snowboarden.
In Park City nam Moioli deel aan de FIS wereldkampioenschappen snowboarden 2019. Op dit toernooi behaalde ze de bronzen medaille op de snowboardcross, op de snowboardcross voor teams veroverde ze samen met Omar Visintin de zilveren medaille. Op de FIS wereldkampioenschappen snowboarden 2021 in Idre Fjäll sleepte ze de zilveren medaille in de wacht op de snowboardcross, samen met Lorenzo Sommariva behaalde ze de zilveren medaille in de landenwedstrijd.

## Resultaten

### Olympische Winterspelen
| Jaar | Plaats      | Resultaten        |
| ---- | ----------- | ----------------- |
| 2014 | Sotsji      | 6e Snowboardcross |
| 2018 | Pyeongchang | Snowboardcross    |

### Wereldkampioenschappen
| Jaar | Plaats        | Resultaten                           |
| ---- | ------------- | ------------------------------------ |
| 2013 | Stoneham      | 5e Snowboardcross                    |
| 2015 | Kreischberg   | Snowboardcross                       |
| 2017 | Sierra Nevada | Snowboardcross                       |
| 2019 | Park City     | Snowboardcross · Snowboardcross team |
| 2021 | Idre Fjäll    | Snowboardcross · Snowboardcross team |

### Wereldbeker
Eindklasseringen
| Seizoen   | SBX    |
| --------- | ------ |
| 2012/2013 | Brons  |
| 2013/2014 | 27e    |
| 2014/2015 | Brons  |
| 2015/2016 | Goud   |
| 2016/2017 | Zilver |
| 2017/2018 | Goud   |
| 2018/2019 | Brons  |
| 2019/2020 | Goud   |

Wereldbekerzeges
| Datum            | Plaats               | Onderdeel      |
| ---------------- | -------------------- | -------------- |
| 17 februari 2013 | Sotsji               | Snowboardcross |
| 14 maart 2015    | Veysonnaz            | Snowboardcross |
| 6 maart 2016     | Veysonnaz            | Snowboardcross |
| 11 februari 2017 | Feldberg             | Snowboardcross |
| 5 maart 2017     | La Molina            | Snowboardcross |
| 16 december 2017 | Montafon             | Snowboardcross |
| 22 december 2017 | Cervinia             | Snowboardcross |
| 3 februari 2018  | Feldberg             | Snowboardcross |
| 4 februari 2018  | Feldberg             | Snowboardcross |
| 17 maart 2018    | Veysonnaz            | Snowboardcross |
| 21 december 2019 | Cervinia             | Snowboardcross |
| 25 januari 2020  | Big White            | Snowboardcross |
| 13 maart 2020    | Veysonnaz            | Snowboardcross |
| 23 januari 2021  | Chiesa in Valmalenco | Snowboardcross |
| 18 februari 2021 | Reiteralm            | Snowboardcross |